# Chéniers
Chéniers település Franciaországban, Creuse megyében. Lakosainak száma 560 fő (2022. január 1.). Chéniers Lourdoueix-Saint-Pierre, Bonnat, Le Bourg-d’Hem, La Celle-Dunoise, Chambon-Sainte-Croix és Linard-Malval községekkel határos.

## Népesség
A település népességének változása:
| Lakosok száma | 837  | 684  | 631  | 578  | 570  | 577  | 572  | 559  | 557  | 560  |
|               | 1968 | 1982 | 1990 | 2006 | 2013 | 2015 | 2017 | 2019 | 2020 | 2022 |